# Fédération Béninoise de Volley-ball
Die Fédération Béninoise de Volley-ball (kurz FBVB, deutsch Beninischer Volleyballverband) ist der beninische Volleyballverband.

## Hintergrund
Der Verband wurde 1964 gegründet und trat im selben Jahr dem Weltvolleyballverband FIVB bei. Zudem besteht die Mitgliedschaft im afrikanischen Dachverband Confédération Africaine de Volleyball (CAVB). Der Verband organisiert nationale Meisterschaften und einen Pokalwettbewerb. Zudem koordiniert er die Volleyballnationalmannschaften der Männer wie auch der Frauen. 
Im Jahr 2012 agierte Didier Aplogan als Verbandspräsident und Ali Yaro als dessen Generalsekretär. Zehn Jahre später wurde Yaro für eine zweite Amtszeit als Präsident wiedergewählt und die Position als Generalsekretär übernahm Ahlinvi Cokou Romain.